# Take Me to the Clouds Above
Take Me to the Clouds Above is een nummer van LMC en U2.
De single is een cover van How Will I Know, een hit van Whitney Houston uit 1986, met een sample van U2's single With or Without You uit 1987. De vocalen van dit nummer zijn ingezongen door zangeres Rachel McFarlane.
Het nummer werd in januari 2004 uitgebracht en behaalde in zowel de Nederlandse Single Top 100 als de Vlaamse Ultratop 50 de zestiende positie; in de Nederlandse Top 40 kwam het nummer niet verder dan een twintigste plaats en werd Dancesmash op Radio 538. In het Verenigd Koninkrijk bereikte het nummer voor twee weken de eerste plaats.

## Hitnoteringen

### Nederlandse Top 40
| Hitnotering: 27-03-2004 t/m 22-05-2004 | Hitnotering: 27-03-2004 t/m 22-05-2004 | Hitnotering: 27-03-2004 t/m 22-05-2004 | Hitnotering: 27-03-2004 t/m 22-05-2004 | Hitnotering: 27-03-2004 t/m 22-05-2004 | Hitnotering: 27-03-2004 t/m 22-05-2004 | Hitnotering: 27-03-2004 t/m 22-05-2004 | Hitnotering: 27-03-2004 t/m 22-05-2004 | Hitnotering: 27-03-2004 t/m 22-05-2004 | Hitnotering: 27-03-2004 t/m 22-05-2004 | Hitnotering: 27-03-2004 t/m 22-05-2004 |
| Week:                                  | 1                                      | 2                                      | 3                                      | 4                                      | 5                                      | 6                                      | 7                                      | 8                                      | 9                                      |                                        |
| -------------------------------------- | -------------------------------------- | -------------------------------------- | -------------------------------------- | -------------------------------------- | -------------------------------------- | -------------------------------------- | -------------------------------------- | -------------------------------------- | -------------------------------------- | -------------------------------------- |
| Positie:                               | 35                                     | 25                                     | 21                                     | 21                                     | 25                                     | 20                                     | 25                                     | 31                                     | 31                                     | uit                                    |

### NederlandseSingle Top 100
| Hitnotering: 21-04-2012 t/m | Hitnotering: 21-04-2012 t/m | Hitnotering: 21-04-2012 t/m | Hitnotering: 21-04-2012 t/m | Hitnotering: 21-04-2012 t/m | Hitnotering: 21-04-2012 t/m | Hitnotering: 21-04-2012 t/m | Hitnotering: 21-04-2012 t/m | Hitnotering: 21-04-2012 t/m | Hitnotering: 21-04-2012 t/m | Hitnotering: 21-04-2012 t/m | Hitnotering: 21-04-2012 t/m | Hitnotering: 21-04-2012 t/m | Hitnotering: 21-04-2012 t/m | Hitnotering: 21-04-2012 t/m |
| Week:                       | 1                           | 2                           | 3                           | 4                           | 5                           | 6                           | 7                           | 8                           | 9                           | 10                          | 11                          | 12                          | 13                          |                             |
| --------------------------- | --------------------------- | --------------------------- | --------------------------- | --------------------------- | --------------------------- | --------------------------- | --------------------------- | --------------------------- | --------------------------- | --------------------------- | --------------------------- | --------------------------- | --------------------------- | --------------------------- |
| Positie:                    | 46                          | 25                          | 17                          | 16                          | 26                          | 31                          | 44                          | 44                          | 55                          | 60                          | 70                          | 73                          | 76                          | uit                         |

### VlaamseUltratop 50
| Hitnotering: 28-02-2004 t/m 08-05-2004 | Hitnotering: 28-02-2004 t/m 08-05-2004 | Hitnotering: 28-02-2004 t/m 08-05-2004 | Hitnotering: 28-02-2004 t/m 08-05-2004 | Hitnotering: 28-02-2004 t/m 08-05-2004 | Hitnotering: 28-02-2004 t/m 08-05-2004 | Hitnotering: 28-02-2004 t/m 08-05-2004 | Hitnotering: 28-02-2004 t/m 08-05-2004 | Hitnotering: 28-02-2004 t/m 08-05-2004 | Hitnotering: 28-02-2004 t/m 08-05-2004 | Hitnotering: 28-02-2004 t/m 08-05-2004 | Hitnotering: 28-02-2004 t/m 08-05-2004 | Hitnotering: 28-02-2004 t/m 08-05-2004 |
| Week:                                  | 1                                      | 2                                      | 3                                      | 4                                      | 5                                      | 6                                      | 7                                      | 8                                      | 9                                      | 10                                     | 11                                     |                                        |
| -------------------------------------- | -------------------------------------- | -------------------------------------- | -------------------------------------- | -------------------------------------- | -------------------------------------- | -------------------------------------- | -------------------------------------- | -------------------------------------- | -------------------------------------- | -------------------------------------- | -------------------------------------- | -------------------------------------- |
| Positie:                               | 35                                     | 19                                     | 17                                     | 16                                     | 22                                     | 21                                     | 22                                     | 30                                     | 35                                     | 34                                     | 46                                     | uit                                    |

Bono · The Edge · Adam Clayton · Larry Mullen jr.